# Asócio (eparca)
Asócio (em latim: Asotius; em grego: Ασώτιος; romaniz.: Asṓtios; em armênio: Աշոտ; romaniz.: Ašot) foi um oficial bizantino de origem armênia do século VII ou VIII. É conhecido através de seu selo, no qual é descrito como eparca.

## Nome
Asócio (Asotius; Ασώτιος, Asṓtios) é a forma latina e grega do armênio Axote (Աշոտ, Ašot), cuja origem é desconhecida. Foi registrado em árabe como Axote (آشُوط, ʔāšūṭ) e em georgiano como Axote / Axoti (აშოტ(ი), Ašoṭ(i)).